# タマ郡 (アイオワ州)
タマ郡（英: Tama County）は、アメリカ合衆国アイオワ州の中央部に位置する郡である。2010年国勢調査での人口は17,676人であり、2000年の18,103人から1.9％減少した。郡庁所在地はトレド市（人口2,341人）であり、同郡で人口最大の都市はタマ市（人口2,877人）である。郡内にメスクワキ族インディアンの居留地があるので、州内の他郡に比べてインディアン人口が多い。

## 歴史
タマ郡は1843年2月17日に設立された。郡名はメスクワキ族インディアンの酋長タイマーから得られた。

## 地理
アメリカ合衆国国勢調査局に拠れば、郡域全面積は722.37平方マイル (1,870.9 km2)であり、このうち陸地721.30平方マイル (1,868.2 km2)、水域は1.07平方マイル (2.8 km2)で水域率は0.15％である。

### 主要高規格道路
| - アメリカ国道30号線 - アメリカ国道63号線 - アイオワ州道8号線 - アイオワ州道21号線 | - アイオワ州道96号線 - アイオワ州道146号線 |

### 隣接する郡
- グランディ郡 - 北西
- ブラックホーク郡 - 北東
- ベントン郡 - 東
- ポウシーク郡 - 南
- マーシャル郡 - 西
- アイオワ郡 - 南東

## 人口動態

### 2010年国勢調査
以下は2010年国勢調査による人口統計データである。
基礎データ
- 人口: 17,767人
- 人口密度: 9人/km2（25人/mi2）
- 住居数: 7,766軒
- 使用住居: 6,947軒[8]

### 2000年国勢調査

2000人口ピラミッド

以下は2000年国勢調査による人口統計データである。
| 基礎データ - 人口: 18,103人 - 世帯数: 7,018 世帯 - 家族数: 4,968 家族 - 人口密度: 10人/km2（25人/mi2） - 住居数: 7,583軒 - 住居密度: 4軒/km2（10軒/mi2） 人種別人口構成 - 白人: 90.38% - アフリカン・アメリカン: 0.25% - ネイティブ・アメリカン: 6.09% - アジア人: 0.18% - 太平洋諸島系: 0.02% - その他の人種: 1.90% - 混血: 1.18% - ヒスパニック・ラテン系: 3.75% 年齢別人口構成 - 18歳未満: 26.6% - 18-24歳: 7.0% - 25-44歳: 25.2% - 45-64歳: 22.5% - 65歳以上: 18.7% - 年齢の中央値: 39歳 - 性比（女性100人あたり男性の人口） - 総人口: 96.6 - 18歳以上: 92.5 | 世帯と家族（対世帯数） - 18歳未満の子供がいる: 31.6% - 結婚・同居している夫婦: 59.2% - 未婚・離婚・死別女性が世帯主: 8.0% - 非家族世帯: 29.2% - 単身世帯: 25.3% - 65歳以上の老人1人暮らし: 13.7% - 平均構成人数 - 世帯: 2.51人 - 家族: 3.01人 収入と家計 - 収入の中央値 - 世帯: 37,419米ドル - 家族: 43,646米ドル - 性別 - 男性: 30,723米ドル - 女性: 22,597米ドル - 人口1人あたり収入: 17,097米ドル - 貧困線以下 - 対人口: 10.5% - 対家族数: 7.6% - 18歳未満: 14.5% - 65歳以上: 9.4% |

## 教育
タマ郡には4つの教育学区がある。その中で最大のものはサウスタマ・コミュニティ教育学区であり、3Aの指定がある。その次がG-M-Gコミュニティ教育学区であり、2Aの指定がある。ノースタマ・コミュニティ教育学区1Aの指定であり、メスクワキ居留地教育学区は8人の指定である。

## 都市と町

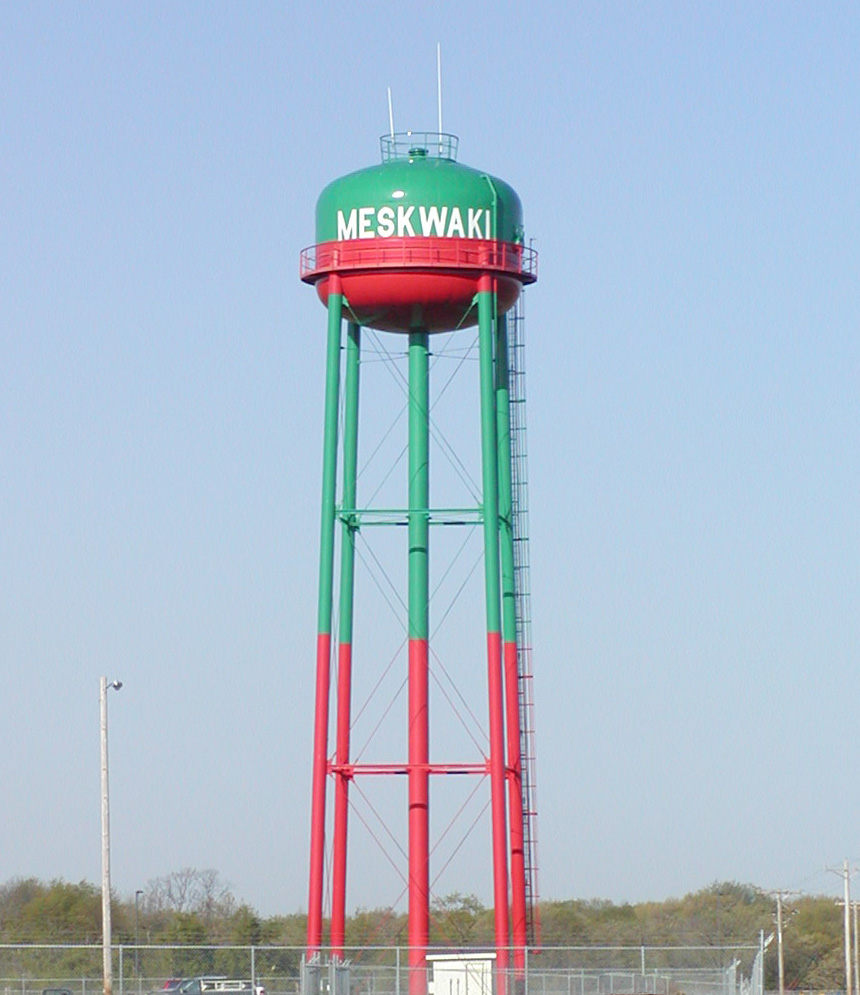
メスクワキ居留地の揚水塔

### 都市
| - タマ - トレド - 郡庁所在地 - チェルシー - クラティア - ダイサート - エルベロン | - ガーウィン - グラッドブルック - ルグラン - リンカーン - モントゥア - トレーア - バイニング |

### 未編入の町
| - バッキンガム | - メスクワキ居留地 |

### 郡区
タマ郡は21の郡区に分割されている。
| - バッキンガム - カールトン - キャロル - クラーク - コロンビア - クリスタル | - ジェネセオ - グラント - ハイランド - ハワード - インディアンビレッジ | - リンカーン - オネイダ - オッタークリーク - ペリー - リッチランド | - ソルトクリーク - スプリングクリーク - タマ - トレド - ヨーク |

## 著名な出身者
- マイケル・エマーソン、俳優、シーダーラピッズで生まれ、トレドで育った。ブロードウェイで舞台に立ち、ABCテレビの2004年の番組『LOST』に出演した[14]